# Jordbävningen i Dubrovnik 1667
Jordbävningen i Dubrovnik 1667 (kroatiska: Potres u Dubrovniku 1667.) var en jordbävning i Dubrovnik i dagens Kroatien. Sett till antalet döda var det den mest förödande jordbävningen som drabbat området som utgör det moderna Kroatien.  
Jordbävningen inträffade klockan åtta på morgonen onsdagen den 6 april 1667 och ödelade stora delar av staden som då var känd under namnet Ragusa och var huvudstad i republiken Dubrovnik. Jordbävningen förstörde nästan hela staden och dödade omkring 3 000 personer. Stadens rektor Simone Ghetaldi dödades och över tre fjärdedelar av alla offentliga byggnader förstördes. Jordbävningen kom att markera början till slutet av republiken.